# Arroyo de Tejada (vattendrag i Spanien, Madrid)
Arroyo de Tejada är ett vattendrag i Spanien.   Det ligger i provinsen Provincia de Madrid och regionen Madrid, i den centrala delen av landet, 17 km norr om huvudstaden Madrid.